# Embaralhamento
Embaralhamento (em inglês shuffling) é o ato de transformar uma sequência de cartas em uma sequência completamente aleatória, e é essencial para jogos de cartas de forma a garantir o elemento do acaso nestes jogos.

## Algoritmos de embaralhamento
Em informática, existem vários algoritmos de embaralhamento, com por exemplo o algoritmo de Fischer-Yates, em sua versão por Richard Durstenfeld (popularizada por Donald E. Knuth) consiste no seguinte pseudo-código (algoritmo):
```
  n = tamanho do baralho
  loop com i variando de n a 2
    sorteia j como um número entre 1 e i
    se i e j forem diferentes, trocam-se as cartas das posições i e j

```